# Pseudosloh
Pseudosloh je bezduché napodobení starších slohů, ke kterému docházelo v polovině 19. století. 
Slohy, které vznikaly a rozvíjely se z materiálních a duchovních podmínek své doby, příkladem je řecká antika, jsou často uplatňovány na stavbách v cizím a časově vzdáleném období. Vznikají tak napodobená díla, o kterých se pak nesprávně mluví jako o „dnešním“ slohu gotickém, renesančním atd. Příkladem je kostel sv. Ludmily na Vinohradech, postaven koncem 19. století v novogotickém stylu.